# Жуан Нуніс Жезус
Жуан Гільєрмі Нуніс Жезус (порт. Juan Guilherme Nunes Jesus, нар. 10 червня 1991, Белу-Оризонті) — бразильський футболіст, захисник клубу «Наполі».

## Клубна кар'єра
Народився 10 червня 1991 року в місті Белу-Оризонті. Вихованець юнацької команди «Інтернасьйонала».
У дорослому футболі дебютував 2010 року виступами за «Інтернасьйонал», в якому провів два сезони, взявши участь у 25 матчах чемпіонату. За цей час Жезуш допоміг клубу стати володарем Кубка Лібертадорес та Рекопи Південної Америки.
До складу міланського клубу «Інтернаціонале» приєднався 30 січня 2012 року за 4 млн євро. 
Дебютував у новій команді Жезус 13 травня 2012 року, вийшовши на заміну на 90-й хвилині програного з рахунком 1-2 матчу Серії А проти «Лаціо» замість Дієго Міліто. В підсумку ця поява стала єдиною для бразильського захисника в складі «Інтера» в сезоні 2011–12.
З 2016 виступає у складі «Роми».

## Виступи за збірні
Протягом 2010–2011 років залучався до складу молодіжної збірної Бразилії, разом з якою брав участь у молодіжному чемпіонаті Південної Америки 2011 року та молодіжному чемпіонаті світу 2011 року, здобувши на обох турнірах титул чемпіона. Всього на молодіжному рівні зіграв у 23 офіційних матчах.
2012 року дебютував в офіційних матчах у складі національної збірної Бразилії. Наразі провів у формі головної команди країни 4 матчі.

## Статистика виступів

### Статистика клубних виступів
Статистика станом на 3 червня 2012
| Сезон                      | Команда                    | Чемпіонат                  | Чемпіонат | Чемпіонат | Національний кубок | Національний кубок | Національний кубок | Континентальні кубки | Континентальні кубки | Континентальні кубки | Усього | Усього |
| Сезон                      | Команда                    | Ліга                       | Ігор      | Голів     | Ліга               | Ігор               | Голів              | Ліга                 | Ігор                 | Голів                | Ігор   | Голів  |
| -------------------------- | -------------------------- | -------------------------- | --------- | --------- | ------------------ | ------------------ | ------------------ | -------------------- | -------------------- | -------------------- | ------ | ------ |
| 2010                       | «Інтернасьйонал»           | ЛГ+A                       | 10+7      | 0         | КБ                 | 0                  | 0                  | КЛ                   | 1                    | 0                    | 18     | 0      |
| 2011                       | «Інтернасьйонал»           | ЛГ+A                       | 6+18      | 0         | КБ                 | 0                  | 0                  | КЛ                   | 0                    | 0                    | 24     | 0      |
| Усього за «Інтернасьйонал» | Усього за «Інтернасьйонал» | Усього за «Інтернасьйонал» | 16+25     | 0         |                    | 0                  | 0                  |                      | 1                    | 0                    | 42     | 0      |
| 2011–12                    | «Інтернаціонале»           | A                          | 1         | 0         | -                  | -                  | -                  | ЛЧ                   | 0                    | 0                    | 1      | 0      |
| Усього за кар'єру          | Усього за кар'єру          | Усього за кар'єру          | 42        | 0         |                    | 0                  | 0                  |                      | 1                    | 0                    | 43     | 0      |

### Статистика виступів за збірну
Статистика станом на 3 червня 2012
| Дата       | Місто         | Господарі | Результат | Гості    | Турнір           | Голи | Примітки |
| ---------- | ------------- | --------- | --------- | -------- | ---------------- | ---- | -------- |
| 26/05/2012 | Гамбург       | Данія     | 1 – 3     | Бразилія | товариський матч | -    |          |
| 30/05/2012 | Вашингтон     | США       | 1 – 4     | Бразилія | товариський матч | -    |          |
| 03/06/2012 | Арлингтон     | Бразилія  | 0 – 2     | Мексика  | товариський матч | -    |          |
| 09/06/2012 | Іст-Резерфорд | Аргентина | 4 – 3     | Бразилія | товариський матч | -    |          |
| Усього     |               | Матчів    | 4         |          | Голів            | 0    |          |

## Титули і досягнення
- Володар Кубка Лібертадорес (1):

«Інтернасьйонал»: 2010
- Переможець Рекопи Південної Америки (1):

«Інтернасьйонал»: 2011
- Чемпіон Італії (2):

«Наполі»: 2022–23, 2024–25
Збірні
- Переможець молодіжного чемпіонату світу (1): 2011
- Чемпіон Південної Америки (U-20) (1): 2011
- Срібний олімпійський призер: 2012
- Переможець Суперкласіко де лас Амерікас: 2014